# Монро (Луизијана)
Монро (енгл. Monroe) град је у америчкој савезној држави Луизијана.

## Демографија
По попису из 2010. године број становника је 48.815, што је 4.292 (-8,1%) становника мање него 2000. године.
| Група             | 2000.          | 2010.          |
| Белци             | 19.319 (36,4%) | 16.096 (33,0%) |
| Афроамериканци    | 32.462 (61,1%) | 31.189 (63,9%) |
| Азијати           | 558 (1,1%)     | 518 (1,1%)     |
| Хиспаноамериканци | 534 (1,0%)     | 560 (1,1%)     |
| Укупно            | 53.107         | 48.815         |